# مسويا (الجميمة)

تعديل مصدري - تعديل

مسويا هي إحدى قرى عزلة مسويا بمديرية الجميمة التابعة لمحافظة حجة، بلغ تعداد سكانها 835 نسمة حسب تعداد اليمن لعام 2004.